# Baltasar Dorda i Lloveras
Baltasar Dorda i Lloveras (Mataró, Maresme, 6 de gener de 1802 - 15 de novembre de 1838) fou un organista, compositor i sacerdot català.

## Biografia
Sentint la mateixa inclinació per l'Església i per la música ingressà en el col·legi Montserrat de Mataró i als set anys fou nomenat infant de cor, i quasi un nen encara, el clero i l'ajuntament de Mataró li oferiren la plaça d'organista de la parròquia d'aquella població, que desenvolupà poc temps per haver-se traslladat a Barcelona per a perfeccionar els coneixements musicals.
El 7 de gener de 1820, Dorda presentà un memorial a l'Ajuntament en el qual manifestava que davant la vacant del magisteri de l'orgue, a causa de la dimissió de Martí Bosch i Pontius, ell s'oferia per al càrrec; tanmateix, sol·licitava que acceptéssin amb caràcter interí a Tomàs Collell, mentre ell culminava els seus estudis de composició a Barcelona, amb Francesc Queralt, mestre jubilat de la catedral, i amb l'organista Mateu Ferrer.
El 1824 oposità a l'organistia de Santa Maria del Mar, i el 1829 a la de la catedral de Girona.
El 1826, després d'haver-se ordenat de sacerdot, se li concedí en propietat la citada plaça d'organista. Aconseguí per oposició, el mateix càrrec en la catedral de Girona, però no tardà a retornar a la seva vila nadiua.
Regí el magisteri de l'orgue de Santa Maria de Mataró entre els anys 1820 i 1830, i, posteriorment, el de la capella de la parroquial entre 1830 i 1833; tanmateix, es conserva un document, datat el 16 d'octubre del 1815, en el qual l'Ajuntament ja el nomenava organista interí.
Caritatiu i de caràcter alegre i incansable en el treball i en l'oració, es va sotmetre a les majors privacions i morí en olor de santedat, disposant que fossin cremades totes les seves obres, entre les quals es poden citar un Stabat Mater, tres Misses de glòria, una de Rèquiem, que va escriure pel seu propi funeral; rosaris, lamentacions, motets, etc.